# دومنیکا هوداک
دومنیکا هوداک (انگلیسی: Domenica Hodak؛ زادهٔ ۲۰ اوت ۱۹۹۱) بازیکن فوتبال اهل ایالات متحده آمریکا است.
از باشگاه‌هایی که در آن بازی کرده‌است می‌توان به واشینگتن اسپیریت اشاره کرد.